# Архітектура німецьких колоній Галичини
На початку ХХст. в Галичині нараховувалось понад 100 німецьких поселень зі статусом колоній (див. Німецькі колонії Галичини). Німецька народність становила 3,5 % всього населення краю. На сьогоднішній час господарські будівлі втрачено практично цілковито.(c.72)

## Архітектурна специфіка будівель
Хати німецьких колоністів навіть сьогодні в структурі сучасної житлової забудови виділяються своїми солідними розмірами, характерним силуетом, укрупненим масштабом архітектурних деталей.
Як правило, це хати, розраховані на комфортне проживання двох родинних сімей: сім'ї господарів (батьків) і сім'ї їх дітей.
Будинки складаються із сіней, комори, і п'яти житлових приміщень, одне з яких кухня-їдальня. Довжина хат в 2-2,5 рази перевищує ширину. Найчастіше зустрічаються хати розміром 16 на 8 м, але трапляються хати довжиною понад 20 м.
Практично всі будинки одноповерхові. Крім того, в місцевостях з невисоким рівнем ґрунтових вод під багатьма будинками є одна або дві камери підвальних приміщень — пивниці. Перекриття пивниць склепінчасте, прольотом до 3 м. Висота пивниць в центрі становить від 2,5 до 3 м. В склепіннях закладені гаки, до яких підвішувались окремі посудини з продуктами або цілі полиці.
Пивниці завантажувались через вікна-люки, що знаходились з боку подвір'я. Зимою ці люки закривались сіном. В пивницях тримається постійний мікроклімат: влітку — прохолодно, взимку — тепло. Сирості чи замокання пивниць обстеженням не виявлено. Найчастіше, пивниці сполучались із житловим поверхом за допомогою кам'яних або дерев'яних сходів. Найстаріша пивниця датована 1827 роком а колонії Агіезедель.

### Планувально-функціональні зони будинку
Переважна кількість будинків чітко розділена на три планувально-функціональні зони: комунікаційно-господарську і дві житлові по боках. Інколи, в одному з торців будинку знаходиться ще одна зона — господарська, яка має окремий вхід з боку подвір'я і використовується як відносно тепле приміщення для молодняка і птиці.
Всі житлові будинки мали два входи: 

- парадний, від вулиці через тамбур, розміщений посередині хати;
 — господарський, через сіни з боку подвір'я навпроти парадного входу або на кілька метрів зміщений відносно нього;
Комунікаційно-господарська зона була ядром життєдіяльності не лише кожної хати, а й всього домогосподарства. Тут також розміщувались сходові марші на горище і в погріб. Звідси можна було пройти в будь-яку житлову кімнату. Тут же розміщувалась велика, розрахована на одночасне випікання 20-ти буханок хліба, піч-пекарня з лежанкою, духовкою і кормозапарником для приготування їжі худобі.

### Варіанти планувальних типів[1]
При зовнішній подібності будинків, вони можуть суттєво відрізнятись планувальною структурою власне за рахунок вирішення комунікаційно-господарської зони. Умовно їх можна згрупувати на два типи:

Тип 1 — характерний симетричним вирішенням житлових зон. Комунікаційно-господарська зона займає строго центральне місце, по обидва її боки розміщуються дві однакові функціонально автономні житлові зони. Господарський вхід з подвір'я здійснюється у великі сіни з вікном через піч-пекарню. Кожна житлова зона складається з великої (20-25 м²) житлової кімнати і кухні, обладнаною варильною піччю. Кухні розміщуються симетрично по обидва боки від сіней.
Тип 2 — з асиметричним вирішенням зон. Одна зона включає дві кімнати загальною площею 32-38 м², інша складається з однієї кімнати 15-20 м². Зони об'єднуються великою (18-22 м²) спільною кухнею-їдальнею-вітальнею. Господарська зона, що включає комору і сіни з піччю-пекарнею, займає в структурі будинку кутове положення.
Серед будинків, які за сумою ознак відповідали другому планувальному типові, найпоширеніші варіанти, в яких площі сіней скорочені до розмірів тамбура, а піч-пекарня розміщена в кухні-їдальні-вітальні. При цьому, на господарському вході найчастіше застосовувались двостулкові двері, які складались з двох дверцят висотою 1 м, розміщених одне над другим, що значно покращувало зв'язок з подвір'ям в теплу пору року.
Будинки другого планувального типу найчастіше блокувались господарською зоною зі стайнею, стодолою чи дровітнею.
Практично у всіх будинках німецьких колоністів житлові кімнати, особливо вітальні, мають гарні пропорції у плані, відношення сторін не більш ніж 1:1,5, добре освітлені і забезпечені, окрім основного входу, додатковим сполученням із суміжною кімнатою. Площі вітальні (25-30 м²) і спалень (15-20 м²) відповідають сучасним уявленням про оптимальні параметри цих приміщень. Висота кімнат від 2,1 до 2,5 м.
Горища житлових будинків утворювались дахом, крокви якого стоять під кутом 45-60о до горизонту і «щипцями». Дахи будинків — прості двосхилі, з щипцями в торцях. В межах горища розташовані великі трапецієві диморозбірні камери, що об'єднують опалювальні печі і димові канали різних печей у два комини. У диморозбірних камерах багатьох будинків є спеціальні металеві дверцята і колосники для вудження ковбасних виробів. Горище добре освітлене завдяки вікнам в причілках. Практично ці будинки з такими горищами готові прийняти мансардний поверх.
На той час будинки німецьких колоністів були досить комфортабельними і цікавими у планувальному аспекті. Традиції, культура житла і ведення господарства колоністів, принесені в Україну, мали вплив на культуру місцевого населення Галичини. Це явище потребує подальшого вивчення.

### Архітектурно-декоративні засоби опорядження житла
Основним покрівельним матеріалом у житловому будівництві колоністів була солома. Дахи, покриті дахівкою, були привілеєм заможних господарів.
Одним із характерних елементів будинку були комини. Це цегляні архітектурні деталі з невеликими поясками, карнизами — і завершувались найчастіше кам'яними або керамічними півкруглими чи круглими оголовками. На тлі скромних, без декору, фасадів ці комини виглядають як малі архітектурні декоративні форми.
На старих житлових будинках, збудованих у кінці XIX ст. і збережених до наших днів, декор на фасадах цілком відсутній. Ці будівлі ззовні прості, лаконічні, дуже раціональні, з добре продуманою, як на той час, житлово-господарською функцією..
Основна увага архітектурно-композиційного акценту відводилась головному входу у будинок — вхідним дверям. Як правило, цей елемент, у порівнянні з іншими елементами будівлі, був щедро декорований. Двері головного входу у будинок оздоблювались різьбленими деталями у вигляді променів сонця, іноді накладними — у вигляді порталу..
Для освітлення сіней служили вкомпоновані по обидва боки дверей вузькі вертикальні вікна, чи одне горизонтальне — над дверима.
На початку XX століття житлові будинки німецьких поселенців починають набувати трохи декоративнішого характеру. З'являється сукупний декор у вигляді простих віконних обрамувань, простих поясків, вузьких карнизів, інколи — русту по боках тільки чільного фасаду. І це, як правило, декоруються тільки будинки, що збудовані з тесаних кам'яних та вапнякових блоків. А в глиняних будинках, прості грубі дошки дерев'яних фронтонів замінюються на фігурно вирізані. Так само фігурно вирізані і вітрові дошки та кронштейни, які підтримують звіси даху..
У міжвоєнний час, починають зводитися будинки з відкритими дерев'яними ґанками. Всі елементи дерев'яних хат: віконні рами, двері, цілий ґанок — затоновували в темний колір, а фасади білили вапном чи крейдою. Такі будинки з ґанками збереглись у Нових Купновичах, Брігідау, Кьонігсау, Гассендорфі та інших колоніях.
На початку XX століття в архітектурі житла з'являються сецесійні мотиви, які все ще підпорядковуються класицистичному фирішенню фасадів, ширше застосовуються рельєфний і фактурний тиньк (Кайзердорф, Гассендорф)..
Збережені до наших днів споруди німецьких колоністів — це унікальні зразки житлового сільського будівництва.
Німецькі колонії припинили своє існування у 1939 році і вже шість десятиліть триває процес їх руйнації. По німецьких колоніях Галичини не проводилось докладних архітектурних досліджень, причому найменше уваги приділялось архітектурі житла..

## Планування в містобудуванні
В основному колонії розташовувались на полях чи громадських землях сіл, які згідно з містобудівельною традицією регіону не заселялись — це верхів'я гряд і пагорбів. У поодиноких випадках колонії розташовувались на міських ґрунтах (Розенберг, Щирці, Новий Болехів). Найчастіше для закладення колоній від села відбиралась частина земель, де колоністи утворювали свою гміну. Дрібніші колонії з кількох сусідніх гмін підлягали спільному управлінню. В містобудівельному відношенні колонії раховували місцеві традиції нових поселенців, а також нові урбаністичні ідеї Європи. Переважна більшість колоній — це лінійні однорядні села з забудовою з одного боку вулиці (Людвиківка, Казимирівка, Дойчбах, Гальзендорф, Ганунин, Ернсдорф, Розенбург тощо) та дворядні села з забудовою вздовж вулиці з обох боків (Розенберг, Бургау, Нойдорф, Вайнберг, Щиглівка тощо). Зустрічаються хрестоподібні структури (Візенберг, Енгельсбрун, Островець, Буртгаль, Айнзідель).
Зростання численності німецького населення у гміні часом приводило до дисперсного поширення будинків німецьких колоністів серед сільської забудови (як у Мервичах).
Регулярні колонії складались з сітки прямокутних кварталів, перетнутої двома головними взаємно перпендикулярними вулицями — по принципу римського військового табору. В Йозефсбергу у співвідношення основних розмірів планувальної структури закладено пропорції «золотого перетину». В Брігідау головними вважались лише поздовжні вулиці. В регулярну структуру Дорнфельда вписано квадрат для розташування кірхи, яка була поєднана із системою вулиць за допомогою грабових алей. Такі ж алеї утворювали навколо кірхи ромбоподібний у плануванні парк. Фільварок-колонія Кенігсау має унікальну пентагональну (п'ятикутну) структуру.
З центральної площі виходить п'ять променів — доріг, об'єднаних концентрично нарізаними кварталами і дорогами між ними. Планувальна структура місцями заглиблюється в рельєф глибокими узвозами, але витримує основні правила класицистичних урбаністичних ідей і є чи не поодинокою пам'яткою містобудування цієї епохи в регіоні.
В лінійних колоніях основою планування виступала головна вулиця, що в межах поселення значно розширювалась, випрямлялась і виконувала функцію площі. На ній розташовувались громадські колодязі, поблизу знаходився будинок війта, перспективу закривала кірха. Ділянки, на відміну від довгих переділених смуг галицьких сіл, наближались до компактної форми значних розмірів. Вулиці старалися зробити з твердим покриттям. Вздовж вулиць тяглись пасма троянд, вимощені тротуари. Колодязі початково закладались мілкі. Проте в к. XIX — поч. XX ст. масово перебудовуються на глибокі до 40-50 м. Колодязі оновлювались. У Розенбергу на бетонному завершенні є дата — 1911 рік. Дно, щоб мул не піднімався, вимощене дошками, у діаметрі колодязь має майже два метри. У Візенбергу вздовж головних вулиць вода з колодязів подавалась у багатометрові корита для водопою худоби. На кожному обійсті, крім того, була своя помпа.
Ширина фронту ділянок визначалась залежно від величини виділеної для поселення території і кількості колоністів, і тому будинки на вузьких ділянках виходили торцем до вулиці (Вайнберг), а на широких — головним фасадом з великим відступом від вулиці (Розенберг).
Будинки ставились на цоколі, але частіше на кам'яних склепінчастих пивницях. Початково забудова колоній була дерев'яною або на основі дерев'яного каркаса із заповненням цеглою чи глино-солом'яними вальками. На кадастрових планах з XIX ст. цегляні будинки зустрічаються рідко. В основному вони зводяться у міжвоєнний період, їх величина зростає. Так, будинки розміром від 21,5×10 м до 16×8 м у Розенберзі і Дорнфельді.
Близько розташовані колонії пов'язувались новопротрасованими шляхами, утворюючи регіональну містобудівельну структуру із своїми центрами. Так, Дорнфельд виконував роль центру Щирецького ключа колоній. Збереглась велика двоповерхова школа, в пивницях якої була молочарня із природним холодильником. Село було газифіковане ще у 1937 р., і до сьогодні система справно діє. Нове будівництво велось до самої війни — останні два будинки було зведено у 1935-36 роках братами, які ще навпроти звели млин. В селі діяли клуб, склозавод..
В Щирецький ключ входили: Розенберг, Дорнфельд, Фалькенштайн, Айнзідель.
Найактивніше в Галичині розвивається Мединицький ключ. Під Дрогобичем, окрім Йозефсбергу, Кенігсау, Брігідау, було в пізніший час засновано Нойсдорф, у міжвоєнний період — Довге, де були виконані планувальні роботи і зведено, може, кілька будинків. Так само Піски, де сьогодні — стави і два передвоєнні муровані будинки. У XIX — поч. XX ст. в колоніях зводили однаково прості за формою косіоли, вирішені у готичних традиціях, із ступінчастим фронтоном, контрфорсами, прикрашені сигнатурками.
Найдовговічнішими були колонії, що пов'язувались у систему, мали спільні освітянські, релігійні заклади, обслуговуючі підприємства.